# Господи, помилуй нас
«Господи, помилуй нас» — студійний альбом українських музикантів Тараса Петриненка та Тетяни Горобець, що вийшов 1993 року.

## Історія
Запис альбому «Господи, помилуй нас» було розпочато 1991 року. Тарас Петриненко хотів записати його разом із гуртом «Гроно», з яким співпрацював після свого повернення до України з Росії 1987 року, і з яким 1989 року видав альбом «Я професійний раб». Проте під час гастролей Сполученими Штатами Петриненко втратив більшу частину музикантів і гурт «Гроно» фактично розпався. Звукозаписувальна компанія «Аудіо Україна» встигла видати 1991 року касету із назвою «Господи, помилуй нас», але окрім чільної пісні вона не містила нового матеріалу: решта композицій повністю співпадали із тими, що вийшли за два роки до цього на касеті «Я професійний раб».
1991 року Тарас Петриненко повернувся з США до України разом із Тетяною Горобець і почав заново шукати музикантів та репетирувати з ними нові пісні. В результаті «Господи, помилуй нас…» став подвійним альбомом із 16 новими піснями, і вийшов 1993 року на Пісенній майстерні Тараса Петриненка. На відміну від однойменної касети, що вийшла за два роки до того, виконавцями було вказано вже не Тараса Петриненка і гурт «Гроно», а Тетяну Горобець та Тараса Петриненка. На фестивалі «Нові зірки старого року» платівка отримала відзнаку як найкращий альбом 1994 року.
2021 року оглядач сайту Espreso TV Богдан-Олег Горобчук створив список з 30 альбомів незалежної України, в якому платівку «Господи, помилуй нас» було визнано одним зі знакових альбомів 1991 року, разом «Ми — хлопці з Бандерштадту» Братів Гадюкіних та диском «Руся» співачки Русі

## Список пісень
| Сторона А | Сторона А            | Сторона А  |
| #         | Назва                | Тривалість |
| --------- | -------------------- | ---------- |
| 1.        | «Не журись»          |            |
| 2.        | «Романс»             |            |
| 3.        | «Назавжди»           |            |
| 4.        | «Твій погляд»        |            |
| 5.        | «Там за обрієм»      |            |
| 6.        | «Знайде себе в юрбі» |            |
| 7.        | «Tamara royale inn»  |            |
| 8.        | «I'm back in USA»    |            |

| Сторона Б | Сторона Б              | Сторона Б  |
| #         | Назва                  | Тривалість |
| --------- | ---------------------- | ---------- |
| 1.        | «Хай буде все, як є»   |            |
| 2.        | «Роксолана»            |            |
| 3.        | «Зайчик»               |            |
| 4.        | «Жлоби»                |            |
| 5.        | «До Надії»             |            |
| 6.        | «Велика брехня»        |            |
| 7.        | «Червоний вітер»       |            |
| 8.        | «Господи, помилуй нас» |            |

## Учасники запису
- Музика, вірші, оркестрування, спів — Тарас Петриненко,
- Спів — Тетяна Горобець,
- Клавішні — Андрій Шусть,
- Гітара, спів — Олександр Могилівський,
- Звукозапис — Володимир Лещенко,
- Художнє оформлення — Василь Василенко,
- Віддруковано — «Бусел-друк», Київ, Україна.